# Bonnie Zimmerman
Bonnie Zimmerman (1947) is een Amerikaans literatuurcriticus en wetenschapper op het gebied van de vrouwenstudies.  

## Biografie
Zimmerman werd in 1947 geboren in Chicago. Ze studeerde aan de Universiteit van Indiana, waar ze in 1968 afstudeerde. Vervolgens behaalde ze in 1973 een PhD in de Engelse literatuur aan de State University of New York. 
Zimmerman was in de VS van belang bij het opzetten en uitbouwen van de wetenschappelijke disciplines vrouwenstudies, lesbische studies en LHBT-studies. In haar boek The Safe Sea of Women: Lesbian Fiction, 1969 to 1989 (1990) toonde ze aan dat direct volgend op de Stonewall-rellen een aanzienlijke hoeveelheid lesbische fictie was geschreven. Dat was gedaan door een verscheidenheid aan vrouwelijke auteurs, die bovendien binding hadden met het lesbisch feminisme van de jaren zeventig en tachtig. Zimmerman kwalificeerde het gezamenlijke werk als een poging een lesbische mythologie te scheppen.
In 1978 werd Zimmerman universitair docent Vrouwenstudies aan de San Diego State University, waar ze in 1983 tot hoogleraar tot werd benoemd. In de loop van de jaren negentig kreeg ze vooral administratieve taken en in 2010 ging ze met emeritaat.